# Nad jedním světem
Nad jedním světem je sbírka básní českého básníka J. H. Krchovského.
Vyšla ve vydavatelství Host v roce 2004.

## Obsah knihy
- Jsi můj trest smrti, moje štěstí?
- Touhletou dobou, kolem osmé
- Bezduše čmárám tvoje jméno na papíře
- U Rozvařilů na nedělní oběd
- Rakvičku, věneček... Nakonec laskonku
- Zas Dušičky... A všude svíčky, květy, věnce
- Živý a krutý sen vzbudil mne nad ránem
- Teď už sám, navždy sám... Na věky věků!
- Za okny žhnou adventní věnce
- Ven! Doma zešílíš! Běž... Třeba zapadni
- Přežil jsem tvoji zář, přežiju temnotu
- Bylas moc velké sousto pro mě? Možná. Čas to smázne
- Co k životu mně třeba, mám
- Nerad bych sahal pánubohu do svědomí
- Prý už mám dost! Zvedají židle, zavírají
- Chci ti říct, nežli mě přemůže dřímota
- Jdu ke Dvořákům na jedno
- Vražedný souběh v kalendáři
- Vyhlížím k obzoru, přeju si nemožné
- "Ach, jak to děláš?!" zakňouralas
- Vše na světě jen chvíli je
- Co že jsem říkal? Nevím už
- Je čas jít spát... Je čas jít zpátky
- Jak bych rád někam šel! Nemohu, nelze jít
- Stín viny v úsměvu padlého anděla
- Je po boji... Odcházím středem
- Ožrat se, zpít se! Vzít to zchytra
- Tak málo světlých chvil, tak málo rozkoše!
- I po roce dnes vidím tvoje oči
- Čas všechno vyléčí, tak jaké copak
- Kam ještě jdeš, ty věčnej žide?!
- A už drž hubu! Kopancem jsem zavřel stoku
- Naposled zamávám na cestu vlaštovkám
- Oči jak magnety, napětí šílené
- Já nespím nikdy... Ale ty proč nespíš?
- Zmizela jako sen... Jako vše vysněné
- Lásku už nikdy víc! Tu fatu morgánu
- Blíží se slíbená úleva?! - Sílí zář!
- Usíná s úsměvem... Slaďoučká lolita
- Ví Bůh, že ona začala si
- Že už si nedáš říct, čas nelze vracet zpět
- Stín vidí stín: stín pavouka
- Držím tvý ňadro ve svý dlani
- Tyhle mé vlasy líbala jsi
- Z duše mi ční rukojeť nože
- Neví, co říká! Začla štkát a hned pak smát se
- Čeho je moc, toho je málo
- Mlčela, lehce rumělá
- Meč visí už jen na vlásku, a ten se tenčí
- To hrůzné Teď! Ta nenasytná, věčná černá díra
- S kanónem na vrabce - boj s tímto světem
- Život je život... Hm, kdo by to řek...
- Blíží se, vím to... Ale odkud?
- Kde asi dneska jsi... S někým, či sama?
- Každý svou cestou, láska není
- Ne, nechci nic... Jen se mi stýská po tvém hlase
- Čtu svoje loňské manuskripty
- Darovat znamená něčeho vzdát se
- Nebyl jsem sám, kdo u řeky dnes krmil racky...
- Co tam? Proč vstát... Nad snění není
- Jakože jsem... Dál nejdu ve svém předstírání
- Ve jménu lásky vše je pravda